# Veronica Rosalia Dussek
Veronica Rosalia Dussek (Kateřina Veronika Anna Dusíková, Veronika Elisabeta Dusíková, Veronica Cianchettini; Czaslau, 8. març 1769 - 24. març 1833 Londres), fou una compositora i pianista txeca, filla de Johann Joseph Dussek i casada amb M. Cianchettini.
Alumna del seu pare, feu ràpids progressos i molt aviat demostrà el seu talent com a pianista. El 1797, cridada pel seu germà Johann Louis Dussek, marxà a Londres, donant-se a conèixer com professora de piano. Compongué algunes sonates i dos concerts per a piano.